# نانمل
نانمل (به انگلیسی: Nantmel) یک منطقهٔ مسکونی در بریتانیا است. نانمل ۶۳۷ نفر جمعیت دارد.